# Черноклюн гмуркач
Черноклюният гмуркач (Gavia immer) е птица от семейство Гмуркачови (Gaviidae). Среща се и в България.

## Допълнителни сведения
Черноклюният гмуркач охранява участъка си с агресивни двугласови крясъци, които се чуват на 1,6 km, а и на повече. Напролет често тези звуци се чуват в северните части на Европа и Северна Америка – тук гмуркачите гнездят. През останалото време са потайни птици и обикновено може да се видят само по време на миграция.